# 莫尼耶角
67°6′S 64°45′W / 67.100°S 64.750°W
莫尼耶角（英語：Monnier Point）是南極洲的海岬，位於葛拉漢地的弗因海岸，是米爾灣入口處的南部，由美國探險隊拍攝空中照片，現時由南極條約體系管理。